# いきづく
「いきづく」は、flumpoolの楽曲。配信限定シングルとして、2024年6月5日にA-Sketchからリリースされた。

## 概要
前作『君に恋したあの日から』から約2か月ぶりとなる。
本楽曲は、ボーカル山村隆太が俳優として出演する映画『風の奏の君へ』の主題歌として書き下ろされており、ゲストボーカルとして松下奈緒をフィーチャリングしている。
山村によると本楽曲は、命の本質と日常生活の中での生の意義をテーマに制作したという。
本作のリリースに先駆け、TikTokとInstagramでは5月22日からショートバージョンが先行して配信された。

## 収録内容
| #         | タイトル                          | 作詞      | 作曲      | 編曲       | 時間 |
| --------- | --------------------------------- | --------- | --------- | ---------- | ---- |
| 1.        | 「いきづく feat. Nao Matsushita」 | 山村隆太  | 阪井一生  | トオミヨウ | 4:24 |
| 合計時間: | 合計時間:                         | 合計時間: | 合計時間: | 合計時間:  | 4:24 |